# Bêta-Galactoside
Un β-galactoside est un type de galactoside dans lequel la liaison osidique est au-dessus du plan du galactose. Le β-galactoside plus commun et connu en biochimie est le lactose.  
On compte aussi dans cette famille l'ortho-nitrophényl-β-galactoside (ONPG), synthétisé en général pour des dosages. 
Une enzyme capable de briser la liaison β-galactoside est appelée une β-galactosidase.